# Rävatjärnen (Degerfors socken, Västerbotten)
Rävatjärnen är en sjö i Vindelns kommun i Västerbotten och ingår i Umeälvens huvudavrinningsområde.